# Маріо Бенедетті
Маріо Бенедетті (ісп. Mario Benedetti, повне ім'я Маріо Орландо Ґамлет Гарді Брено Бенедетті Фаруджа; 14 вересня 1920, Пасо-де-лос-Торос, Такуарембо — 17 травня 2009, Монтевідео) — уругвайський журналіст, поет і письменник, драматург, літературознавець.

## Життєпис
Бенедетті народився в сім'ї італійських емігрантів Брено Бенедетті і Матильди Фаруджиа. У віці чотирьох років він разом з батьками переїхав до Монтевідео, де зосередилася чи не третина населення Уругваю. Його батько володів невеликою аптекою, сім'я жила бідно, нерідко бідувала.
З 1928 по 1933 Маріо відвідував Німецьку школу в Монтевідео, а потім ще рік — ліцей «Міранда». У 1935 він був змушений покинути школу через фінансові причини.
З 14 років Бенедетті довелося підробляти на фірмі, що виробляє запасні частини для автомобілів.
У 1938–1941 він жив у Буенос-Айресі в Аргентині, де працював стенографом в маленькому видавництві. Згодом Бенедетті пройшов через безліч різноманітних установ, контор, які і стали його життєвою школою.
У 1945 він повернувся до Монтевідео і пішов на роботу до редакції щотижневої газети «Марча», де пропрацював аж до 1974, коли газета була закрита під тиском уряду Хуана Марії Бордаберрі.
З 1954 Бенедетті очолював літературний відділ редакції.
Одночасно він керував і літературною газетою «Маргіналія» (Marginalia) (1948–1949), потім в 1949 став членом редколегії літературного журналу «Нумеро» (Número), одного з найвідоміших журналів Уругваю.
У 1964 він працював театральним критиком і відповідальним за сторінку, присвячену літературі, в щоденній газеті «Ла Маньана» (La mañana). Маріо писав рецензії на кінофільми в «Ла Трибуна Популар» (La tribuna popular) і співпрацював з гумористичним журналом «Пелодуро» (Peloduro).
Писати почав рано, хлопчиком склав пригодницький роман, потім почав писати вірші. Його перша книга була опублікована в 1945, але широку популярність йому приніс роман «Перепочинок», надрукований в 1960.
У 1946 Маріо Бенедетті одружився з Лус Лопес Алеґре. Після державного перевороту 1973 вона залишилася в Уругваї, піклуючись про своїх батьків, тому подружжя протягом десяти років не бачилося.
У 1966 Бенедетті був членом журі премії, що присуджується кубинським інститутом культури Будинок Америк, де він познайомився з Рубеном Даріо.
У 1967 Маріо взяв участь у Другому конгресі письменників Латинської Америки. У тому ж році він став членом ради директорів Будинку Америк, заснувавши і очоливши центр дослідження літератури, пропрацювавши там до 1971.
В кінці 1960-х — на початку 1970-х Маріо Бенедетті вів активне громадсько-політичне життя.
У 1971 він став директором відділу іспано-американської літератури філософського факультету Республіканського університету (Universidad de la República) в Монтевідео.
У тому ж році Бенедетті на той час зайняв активну позицію проти підписаного в 1948 в Ріо-де-Жанейро Міжамериканського військового договору, спільно з членами руху національного визволення Тупамарос заснував «Рух 26 березня», що стало частиною лівої коаліції «Широкого фронту».
Після військового путчу в 1973 Маріо втратив свою посаду в університеті і був змушений покинути Уругвай на довгих дванадцять років. Спочатку він перебрався до Буенос-Айреса, а потім в 1976, на Кубу. У 1980 він переїхав до Пальма-де-Майорки. Двома роками пізніше Маріо почав працювати в тижневику «El País», а з 1983 жив у Мадриді.
У березні 1983 Бенедетті повернувся до Уругваю. З моменту повернення починається новий етап його творчості. Маріо очолив редакцію журналу «Brecha», який став наступником «Marcha».
В аргентинському художньому фільмі Елісео Суб'єли «Темна сторона серця» (El lado oscuro del corazón), що вийшов на екрани в 1992, показане життя уругвайського поета в Буенос-Айресі в супроводі віршів Маріо Бенедетті, Оліверіо Гірондо і Хуана Гельмана. Фільм також показали на Берлінському кінофестивалі, що зробило Бенедетті відомим широкому загалу.
Бенедетті постійно жив частину часу в Монтевідео, а частину — в Мадриді.
26 січня 2006 Маріо Бенедетті приєднався до таких відомих особистостей, як Габріель Гарсія Маркес, Ернесто Сабато, Тьяго де Мельо, Едуардо Галеано, Карлос Монсівайс, Пабло Армандо Фернандес, Хорхе Енріке Адоум, Пабло Міланес, Луїс Рафаель Санчес, Майра Монтеро і Ана Лідія Вега, що вимагали незалежності для Пуерто-Рико.
У 2006 від хвороби Альцгеймера померла дружина Бенедетті — Лус Лопес. Це сильно підірвало здоров'я Маріо. Він часто читав свої твори публіці, сидячи на сцені в кріслі-гойдалці. Його виступи супроводжував гітарний акомпанемент.
Остання книга Маріо — поетична збірка «Testigo de uno mismo» — була опублікована в 2008.
Маріо Бенедетті помер на 89-му році життя, 17 травня 2009 у своєму будинку в Монтевідео.
Більшу частину своєї бібліотеки в Мадриді він передав дослідному інституту університету Аліканте.

## Нагороди
У 1949–1958 Бенедетті неодноразово отримував премію уругвайського міністерства освіти, від якої він потім відмовився через упередженість її присудження щодо деяких письменників.
У 1982 Державна рада Куби вручила йому орден Фелікса Варела, а в 1989 — медаль Аїді Сантамаріа.
У 1986 за свою літературну творчість Маріо відначено болгарською премією імені Христо Ботева. У 1987 організація із захисту прав людини «Міжнародна амністія» в Брюсселі вручила йому премію «Золоте полум'я» за роман «Весна з відколотим кутом» (Primavera con una esquina rota), перекладений згодом дев'ятнадцятьма мовами світу.
Екранізація роману Бенедетті «Перепочинок» (La tregua) аргентинського режисера Серхіо Ренана (Sergio Renán) була номінована на Премію «Оскар» за кращий фільм іноземною мовою 1975 року, а також здобула премію «Амаркорд» від Федеріко Фелліні.
У 1999 Маріо була присуджена Премія королеви Софії з ібероамериканської поезії, а в 2000 — Міжамериканська премія імені Хосе Марті.
У 2004 Бенедетті здобув премію міжнародного етнічного фестивалю «Етносур» в Алькала-ла-Реаль, провінція Хаен, Іспанія).
7 червня 2005 Міжнародний університет імені Менендес-і-Пелайо в Сантандері нагородив його міжнародною премією Менендес-і-Пелайо в розмірі 48 000 євро.
18 грудня 2007 Бенедетті був вручений Орден Франсіско Міранди першого класу, найвища нагорода Венесуели за видатні заслуги в культурі.
30 листопада 1996 Бенедетті здобув премію імені Хуана Хосе Моросолі в галузі літератури.
Він став почесним доктором університету Республіки в Уругваї, університетів Аліканте і Гавани, почесним членом національної Академії літератури в Монтевідео.

## Твори
Маріо Бенедетті написав понад 60 романів, сотні віршів, коротких оповідань і п'єс.

### Лірика
- 1945: La víspera indeleble — перша опублікована книга
- 1956: Poemas de oficina
- 1963: Додати Inventario, Poesía 1950-1958, Poemas del hoyporhoy
- 1977: La casa y el ladrillo
- 1981: Viento del exilio
- 1986: Preguntas al azar
- 1988: Yesterday y mañana
- 1991: Las soledades de Babel
- 1994: Inventario dos (1985 — 1994)
- 1995: Додати The Exercise of Discretion: Oblivion Is Full of Memory
- 1996: El amor, las mujeres y la vida. Poemas de amor.
- 1997: Додати La vida ese paréntesis
- 2002: Додати Insomnios y Duermevelas, ISBN 84-7522-959-X
- 2004: Додати Defensa propia, ISBN 950-731-438-5
- Little Stones At My Window, ISBN 1-880684-90-X
- Poemas de otros
- Noción de Patria
- Sólo mientras tanto
- Quemar las naves
- A ras de sueño
- Letras de emergencia
- 2008: Додати Testigo de uno mismo — Свідок самого себе

### Розповіді
- 1977: La vecina orilla — Близький берег
- 1960: Montevideanos — Монтевідеанци (збірник)
- Aquí se respira bien — Тут дихається легко
- Los pocillos — Кавові чашечки
- Acaso irreparable — Бути може, непоправно
- Escrito en Überlingen
- El reino de los cielos
- Miss Amnesia — Міс Забуття
- Una carta de amor
- La noche de los feos — Ніч виродків
- La sirena viuda
- El buzón del tiempo і інші.

### Есе
- 1960: El país de la cola de paja
- La Colección

### Романи
- 1953: Quién de Nosotros
- 1960: La tregua — Перепочинок, ліг в основу однойменного фільму 1974 року
- 1965: Gracias por el fuego — Дякую за вогник, ліг в основу однойменного фільму 1984 року
- 1971: Додати El cumpleaños de Juan Ángel
- 1982: Primavera con una esquina rota — Весна з відколотий кутом
- 1982: Vientos del exilio
- 1984: Geografías
- 1991: Las soledades de Babel
- 1993: La borra del café
- 1996: Andamios
- 2003: Додати El porvenir de mi pasado

### П'єси
- 1958: Ida y Vuelta
- 1979: Pedro y el capitán

## Екранізації
Екранізація роману Бенедетті «Перепочинок» (La tregua) аргентинського режисера Серхіо Ренана (Sergio Renán) була номінована на Премію «Оскар» за кращий фільм іноземною мовою 1975 року народження, а також здобула премію «Амаркорд» від Федеріко Фелліні.